# Peter Reid (triatleet)
Peter Reid (Montreal, 27 mei 1969) is een Canadese triatleet. Hij kreeg bekendheid wegens het winnen van tien Ironmans, waaronder driemaal het wereldkampioenschap lange afstand.
Peter Reid won in 1998, 2000 en 2003 de wereldtitel door de Ironman Hawaï te winnen. Ook werd hij verkozen tot triatleet van het jaar in 1998, 1999, 2000 en 2003. In 1998 kreeg hij ook de titel Canadees atleet van het jaar. Sterk onderdeel van Peter is het hardlopen, zo liep hij de snelste marathon ooit tijdens een Ironman in een tijd van 2:35.21. In 2006 is hij gestopt met het doen van triatlons.
Hij is getrouwd met Canadees triatlete Lori Bowden en heeft een zoon genaamd Tyson.

## Titels
- Wereldkampioen triatlon op de Ironman-afstand - 1998, 2000, 2003
- Triatleet van het jaar - 1998, 1999, 2000, 2003
- Canadees atleet van het jaar - 1998

## Palmares

### triatlon
- 1995: 44e WK olympische afstand in Cancún - 1:53.43
- 1995:  WK lange afstand in Nice - 5:51.18
- 1996: 4e Ironman Hawaï - 8:24.37
- 1997: 4e Ironman Hawaï - 8:43.16
- 1998:  Ironman Australia - 8:20.27
- 1998:  Ironman Hawaï - 8:24.20
- 1999:  Ironman Australia - 8:23.10
- 1999:  Ironman Austria - 7:51.56
- 1999:  Ironman Hawaï - 8:22.54
- 2000:  Ironman Canada - 8:29.49
- 2000:  Ironman Hawaï - 8:21.01
- 2001:  Ironman Canada - 8:27.47
- 2001: DNF Ironman Hawaï
- 2002:  Ironman Hawaï - 8:33.06
- 2003:  Ironman Hawaï - 8:22.35
- 2004: 6e Ironman Germany - 8:34.00
- 2004:  Ironman Hawaï - 8:43.40
- 2005:  Ironman Hawaï - 8:20.04